# Esterházy Dániel (kuruc generális)
Galántai gróf Esterházy Dániel (1665 – Nagycenk, 1714. október 1.) kuruc generális, majd altábornagy a Rákóczi-szabadságharcban, 1711-ben Kassa védője. A grófi rangot 1701-ben kapta.
Esterházy János csehszlovákiai politikus ősapja.

## Élete
Az Esterházy család cseszneki ágából származott. Édesapja galántai báró Esterházy Mihály (1629–1686), édesanyja, a Nádasd nemzetségből származó nádasdi és derecskei Darabos Mária (?–1667), aki apjának első felesége volt. Édestestvére Esterházy László (1666–1747), féltestvére Esterházy Borbála (1668–1699), aki édesapja második házasságából született.
1690-ben feleségül vette cziráki és dénesfalvi bárónő Cziráky Katát, akitől öt gyermeke született: János (1691–1744), Krisztina (?–?, 1716-tól Révay Péter felesége), Klára (?–1720 után), Zsuzsanna (?–1712 körül) és Jozefa (1708–1756 körül).
Részt vett a törökellenes háborúban. 1687-től alezredesként, 1691-től ezredesként szolgált a császári seregben. 1704 januárjában azonban II. Rákóczi Ferenchez csatlakozott, s a kuruc hadsereg generálisa lett. 1704-ben Károlyi Sándor helyetteseként szolgált a dunántúli hadszíntéren. Nem sokkal később császári fogságba esett, s ezt követően I. Lipót szolgálatába állt, de májustól megint a kuruc seregben harcolt a császáriak ellen. 1705-ben Érsekújvár parancsnokának nevezték ki, s ugyan tábornagyi rangot is kapott májusban, de valójában csak altábornagyként szolgált. 1705 szeptemberében szenátor lett. 1705 telén megszabadította Bazin, Modor és Szentgyörgy városát a császári tábornagy, Sigbert Heister csapataitól. 1707-ben az ónodi országgyűlésen a hadi rendek követe volt. 1708-ban januártól májusig dunántúli helyettes főkapitány, 1709 végétől a Duna–Tisza közi hadosztály parancsnoka. 1710 októberében Kassa főkapitányává nevezte ki Rákóczi, novembertől pedig a vár parancsnoka lett, melyet 5000–6000 emberrel együtt védett az ostromló császári csapatok ellen 1711-ben. Többszöri felszólítást követően április 26-án, a szatmári béke megkötése előtt négy nappal adta fel a várost. A szatmári békét elfogadta.